# Ostwald (Mondkrater)
Ostwald ist ein Einschlagkrater mit über 100 km Durchmesser. 

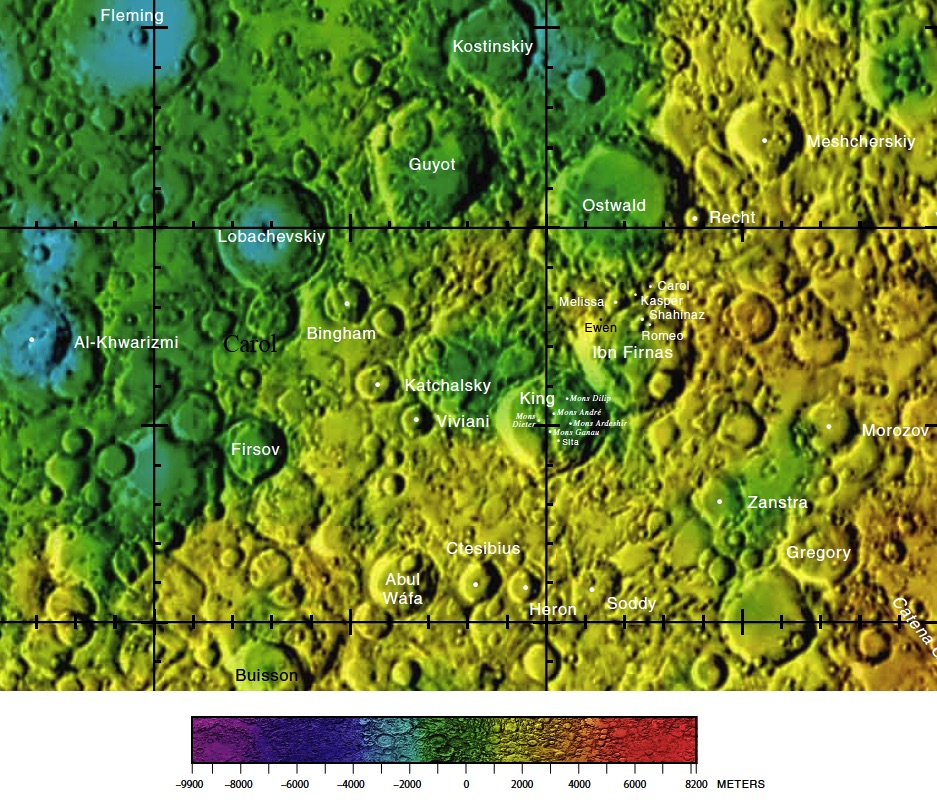
Ostwald und Umgebung

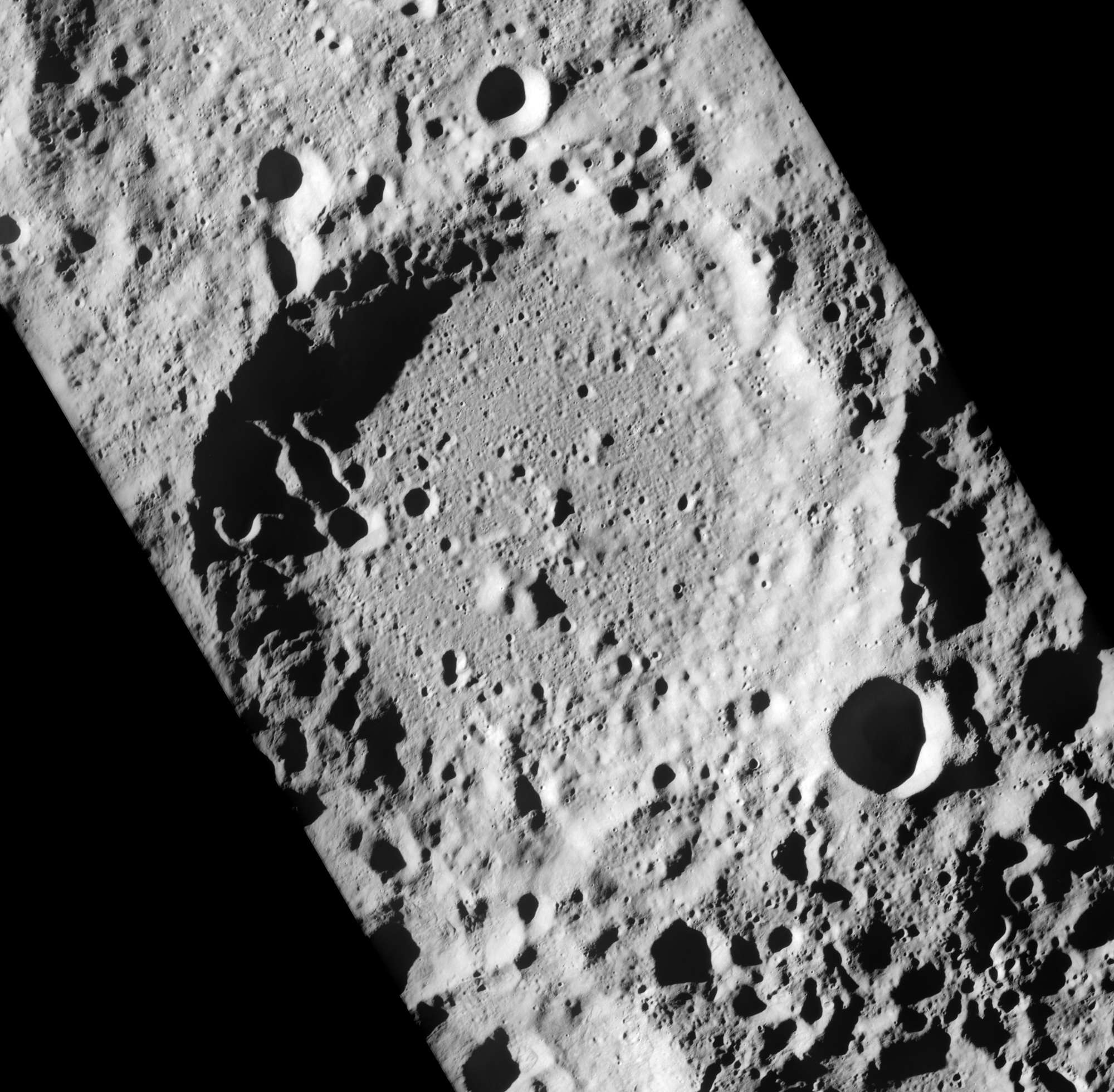
Aufnahme mit der Panoramakamera von Apollo 16 (Norden ist oben)

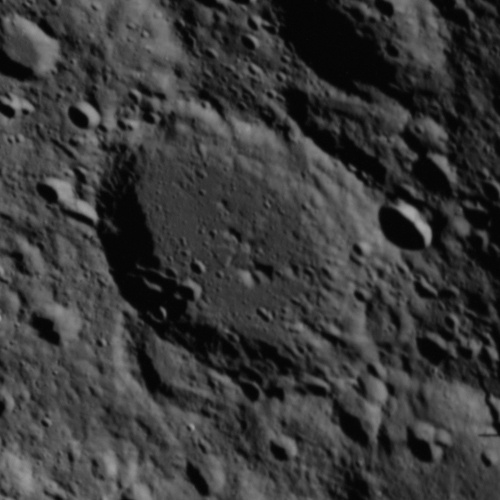
Schrägaufnahme mit Hasselblad-Kamera von Apollo 14 (Norden ist links oben; in der linken oberen Bildecke ist gerade noch der Nebenkrater Ostwald Y zu erkennen)

Er befindet sich etwa 300 km nördlich des Äquators auf der Mondrückseite etwas mehr als 1000 km östlich des am äußersten östlichen Rand der Mondvorderseite liegenden Mondkraters Neper. Westlich von ihm befindet sich der Krater Guyot und unmittelbar südlich Ibn Firnas. Nahe seinem östlichen Kraterrand liegt markant der mit 20 km Durchmesser fünf Mal kleinere Krater Recht.
Die Kraterform ist nahezu kreisrund mit unregelmäßigem Rand und leicht südlich versetztem und wenig ausgeprägtem Zentralberg. Der Kraterboden ist relativ eben mit Spuren von Rutschungen und ist von einer Vielzahl kleinerer Einschlagskrater überzogen. Eine kurze Kraterkette bildet eine Spalte im westlichen Innenbereich. Im Süden und nordöstlich des Mittelpunkts gibt es einige niedrige Kämme.
Vor seiner Benennung nach dem deutsch-baltischen Chemiker, Philosophen und Nobelpreisträger für Chemie (1909) Wilhelm Ostwald (1853–1932) durch die IAU im Jahr 1970 war er unter der Bezeichnung Crater 212 bekannt.
| Buchstabe | Position            | Durchmesser | Link |
| --------- | ------------------- | ----------- | ---- |
| Y         | 13,49° N, 121,21° O | 27 km       |      |